# Lycia zetes
Lycia zetes là một loài bướm đêm trong họ Geometridae.